# Giardino di Ridván

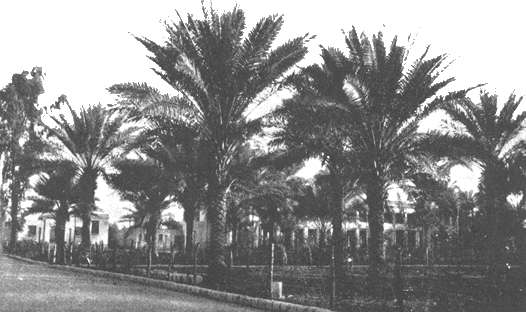
Giardino di Ridván, Baghdad

Il giardino di Ridván, in arabo رضوان‎?, letteralmente giardino del Paradiso, si trova nell'immediata periferia di Baghdad, lungo il fiume Tigri, in Iraq.
Questo giardino ha, per i bahai, una importanza religiosa particolarmente rilevante perché è il luogo in cui Bahá'u'lláh, il fondatore della religione bahai, stette per dodici giorni dal 21 aprile al 2 maggio del 1863, e in cui, nello stesso periodo, rivelò ai propri seguaci di essere "colui che Dio renderà manifesto", la figura messianica il cui avvento era stato profetizzato dal Báb.
Il giardino era precedentemente conosciuto come il Najibiyyíh Garden e solo dopo la rivelazione di Bahá'u'lláh fu chiamato dai bahai "giardino di Ridván".
I dodici giorni che Bahá'u'lláh vi passò sono celebrati dai bahai come la festa di Ridván.
Il sito del giardino è attualmente occupato da un grande complesso d'insegnamento medico.